# Воронино (Тотемский район)
Воронино — деревня в Тотемском районе Вологодской области.
Входит в состав Великодворского сельского поселения, с точки зрения административно-территориального деления — в Великодворский сельсовет.
Расстояние по автодороге до районного центра Тотьмы — 48,5 км, до центра муниципального образования деревни Великий Двор — 1,5 км. Ближайшие населённые пункты — Великий Двор, Внуково, Давыдиха, Подлипное.
По переписи 2002 года население — 42 человека (19 мужчин, 23 женщины). Преобладающая национальность — русские (98 %).